# 陳澔
陳澔（1260年—1341年），字可大，號雲住、北山叟。江西省南康府都昌縣人。

## 生平
生於南宋景定元年（1260年）.陈澔生平不求闻达，勤學好古，宋末隱居不仕。晚年创办云住书院。元至正元年（1341年）卒。著有《禮記集說》十卷，是明代科举取士必读經典，胡广等修《五经大全》，亦以澔注为主。

## 家族
出身教育世家。祖父陈炳治禮學。父陈大猷为朱熹的三传弟子。
陈澔生五子，第三子陈师凯，字叔才，在易象、乐律多所撰述，能传其家学，也究心理学，纂述《书经蔡沈旁通》行于世，